# نبرد آزادی‌بخش سیونیک (۱۷۲۲–۱۷۳۰)
|                                                                                            |  |  |
| (چپ) تا اوایل سده نهم میلادی: آرتساخ (سبزرنگ)، سیونیک (صورتی). (راست) استان سیونیک امروزی. |  |  |

نبرد آزادی بخش سیونیک اشاره به نبردی است که بین سال‌های ۱۷۲۲ تا ۱۷۳۰ میلادی بین نیروهای مردمی سیونیک به رهبری داویت بک و مخیتار اسپاراپت و نیروهای ارتش عثمانی رخ داد. هدف از آغاز نبرد آزادی بخش مردم سیونیک جلوگیری از پیشروی نیروهای عثمانی به ارمنستان شرقی و ملک‌های قره‌باغ و همچنین برای رهایی از تسلط خان‌ها در قره باغ و ایروان بود.
مبارزه آزادی بخش سیونیک مصادف با نبرد آزادی بخش آرتساخ (۱۷۲۴–۱۷۳۱) و دفاع از ایروان (۱۷۲۴) بود.

## پیش زمینه

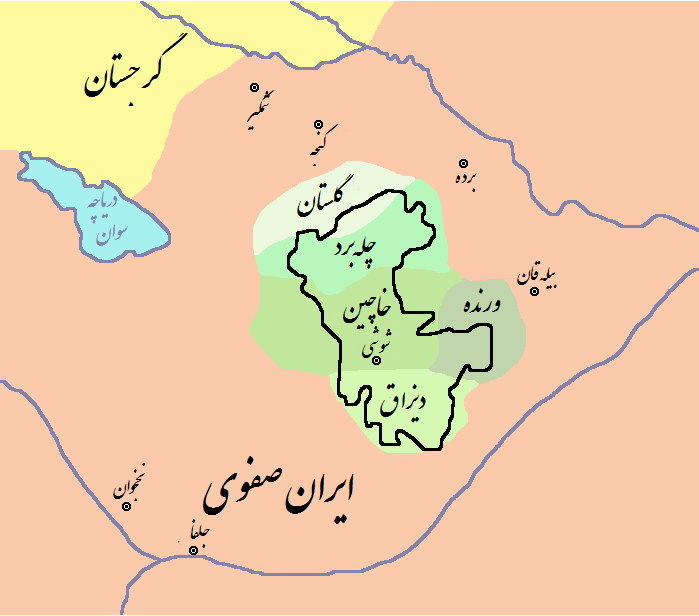
پنج مُلک یا مِلیک نشین ارمنی قره باغ

محمود هوتکی پس از تسخیر اصفهان شاه سلطان حسین را خلع و خود به جای او بر تخت سلطنت نشست. هم‌زمان اقوام کوه‌نشین داغستان به فرماندهی «علی سلطان» و «سرخه خان» به طرف گرجستان، قره باغ، دریاچه سوان و ارس حمله کردند؛ شهرها ویران و صدها نفر کشته شدند. در همان سال پتر یکم به دربند، باکو، گیلان، مازندران، گرگان و آستراخان لشکر کشید و به تصرف خود درآورد. عثمانی‌ها با مشاهده پیشروی نیروهای روس و با اطلاع از هدف پتر کبیر جهت نفوذ در کشورهای شرق اقدام به تصرف شهرهای مرزی ایران کرده و در طول دو سال (۱۷۲۲ و ۱۷۲۳ میلادی) آران، ایروان، تفلیس، گنجه را تصرف کردند و به این ترتیب به مرزهای ملیک‌های قره باغ نزدیک شدند. ملیک‌های قره‌باغ با توجه به آشفتگی وضع ایران به فکر چاره جویی افتادند؛ تا آن موقع ملیک‌های قره‌باغ وضعیت نیمه مستقل و حاکمیت سیاسی داشتند ولی با توجه به وضع سیاسی حاکم به فکر کسب خودمختاری افتادند. برای رسیدن به این هدف چند گردهمایی در صومعه گنج‌سر به ریاست جاثلیق یسائی تشکیل دادند.
پنج مُلک‌نشین ارمنی قره‌باغ عبارتند از:
- در گلستان ملیک «آبو دوم» از خانواده «ملیک بیگلریان‌ها».
- در جرابرد ملیک «ایسرائیل» از خانواده «آتابکیانس».
- در پادشاهی خاچن، دودمان ملیک حسن جلالیان.
- سرزمین «واراندا» در حدود موقعیت جغرافیایی امروزی مارتونی، دودمان ملیک شاه‌نظریان.
- در دیزاک، ملیک آوانیان.

## تاریخ

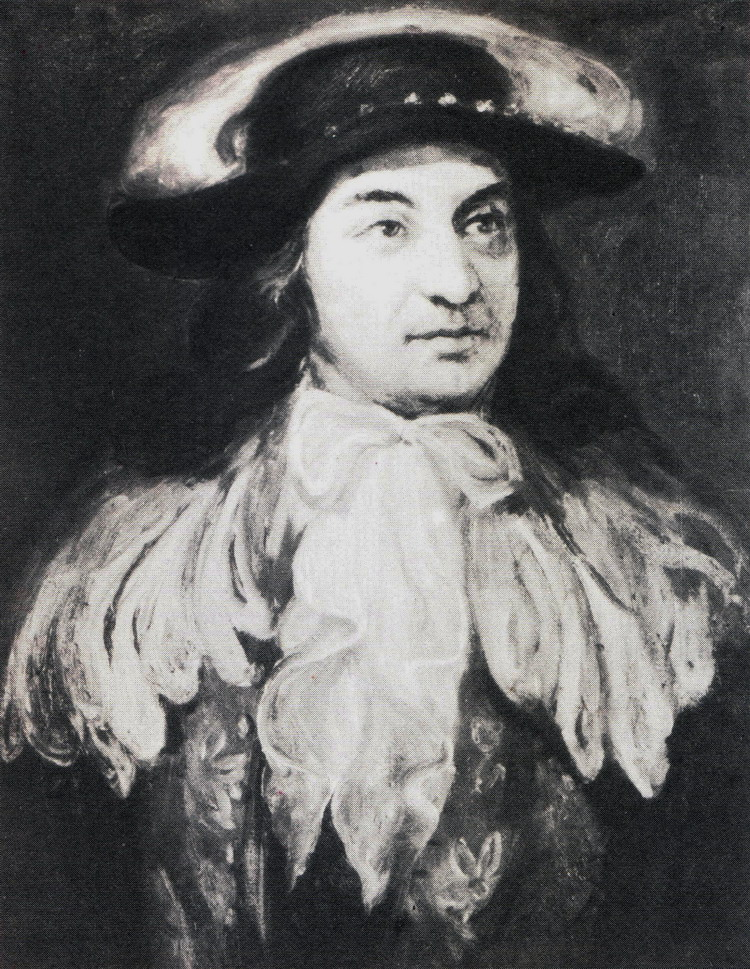
ایسرائیل اُری

در سال ۱۶۷۰ میلادی جاثلیق اچمیادزین، هاکوب جوغایتسی به آلکسی میخایلویچ دیدار کرده و از او می‌خواهد که توسط راه‌های سیاسی از شاه ایران بخواهد ستمی که نسبت به مردم ارمنی در خانات ایروان می‌شود کاهش دهد. در همان سال پطروس جاثلیق صومعه گنج‌سر نامه‌ای به آلکسی میخایلویچ می‌فرستد و از تزار می‌خواهد تا از ملت ارمنی پشتیبانی نموده «آن را بدون چاره نگذارد». گفتگوی «گریگور لوسیکنس» نماینده شرکت تجاری ارمنی جلفای نو در سال‌های ۱۶۷۲ و ۱۶۷۶ میلادی با دربار مسکو که به ایجاد ائتلافی علیه دولت عثمانی راغب بود ماهیت سیاسی داشت. این سیاستمدار و تاجر با استفاده از موقعیت، مسئله آزادی ملت ارمنی را در دربار روسیه مطرح کرد. ایسرائیل اُری نماینده ارمنی‌ها در گسترش و ترقی روابط سیاسی ارمنی‌ها و روسیه در اوایل سده هجدهم نقش بسیار بزرگی داشت.
در سال ۱۶۷۷ میلادی به رهبری هاکوب جوغایتسی جلسه‌ای سری با شرکت ۱۲ شخصیت نامدار دینی و سیاسی تشکیل و تصمیم گرفته شد تا با رهبران نهضت آزادی گرجستان نیز به توافق برسند و یک گروه نمایندگی برای کسب کمک نظامی به اروپای غربی بفرستند و علیه دولت عثمانی و خان ایروان قیام نمایند. نمایندگان منتخب در جلسه شورای اچمیادزین، به سرپرستی هاکوب جوغایتسی به منظور حرکت کردن به اروپای غربی نخست به گرجستان و سپس به قسطنطنیه رهسپار می‌شوند؛ ولی به عدم موفقیت می‌انجامند.
در سال ۱۶۸۰ میلادی هاکوب جوغایتسی فوت می‌کند. اطلاعاتی دال برآغاز جنبش آزادی بخش در گرجستان واصل می‌شود. نمایندگان تصمیم به برگشت می‌گیرند؛ ولی یکی از آن‌ها ایسرائیل اُری فرزند بیست ساله ملیک اسرائیل سیونیک که پدرش را همراهی می‌نمود برنمی گردد. ایسرائیل اُری بیست سال در اروپا زندگی کرد. در ایتالیا، فرانسه و آلمان اقامت گزید؛ در ارتش فرانسه خدمت نمود و فنون جنگی را فرا گرفت و علوم جنگی و سیاسی کافی بدست آورد. او با مقامات بلندپایه فرانسه تماس گرفت و مسئله آزادی ملت ارمنی را مطرح کرد ولی با بی‌تفاوتی سردی روبرو گردید. ایسرائیل اُری در سال ۱۶۹۵ میلادی در شهر دوسلدورف اقامت گزید. با جوهان ویلهلم ارتباط برقرار کرد؛ این شاهزاده در قبال آزادی ملت ارمنی تا اندازه‌ای کنجکاو گردید و قول داد کمک کند، او با تمایل به طرح مسئله ارمنستان در محافل سیاسی بلندپایه کشورهای اروپائی توصیه نامه‌هایی را توسط ایسرائیل اُری نزد قیصر اتریش و حاکم فلورانس فرستاد؛ ولی از آنجایی که ایسرائیل اُری سند رسمی از طرف ساکنین شهرها و مناطق ارمنی‌نشین دال بر تمامیت اختیارش در دست نداشت، لذا درخواست‌های او مورد توجه واقع نشدند. ایسرائیل اُری بنابه توصیه جوهان ویلهلم به ارمنستان برگشت تا اختیار نامه‌ای از رهبران و بزرگان مناطق دریافت کند.
در سال ۱۶۹۹ میلادی ایسرائیل اُری به همراه ملیک‌های قره باغ جلسه‌ای سری به نام جلسه آنگغاکوت در آنگغاکوت تشکیل دادند ملیک‌ها برای مذاکره با اروپای غربی به ایسرائیل اُری اختیار تام دادند و وارتاپت میناس را به عنوان معاون او انتخاب کردند.
ایسرائیل اُری با همراهی وارتاپت میناس به اروپا رهسپار گردید؛ بنابه اختیار نامه و درخواست‌های ملیک‌ها او به نزد شاهزاده فلورانس و قیصر اتریش رفت، ولی آن‌ها هیچگونه قدم مثبتی برنداشتند ایسرائیل اُری با ناامید شدن از اروپا آنجا را ترک و در سال ۱۷۰۱ میلادی به روسیه رفت. ایسرائیل اُری پس از رسیدن به مسکو درخواست ملیک‌ها را تقدیم دربار روسیه نمود و پتر یکم قول می‌دهد بعد از اتمام جنگ بزرگ شمالی به ملیک‌ها کمک کند. رفتار دربار تزار از منافع آن‌ها سرچشمه می‌گرفت. روسیه میل داشت تا سواحل دریای خزر را تصرف کرده مناطق پرمنفعت شهرستان شماخی و گیلان از نظر پارچه را بدست آورد و نفوذ سیاسی خود را تا شرق گسترش دهد. برای انجام این سیاست او دنبال پایگاهی در قفقاز جنوبی می‌گشت و دو ملت ارمنی و گرجی می‌توانستند چنین پایگاهی باشند. ایسرائیل اُری طرح خود را به دربار روسیه ارائه می‌دهد، و آن شامل پیشنهاد زیر است:فرستادن ارتش روسیه به قفقاز مشتمل بر ۲۵۰۰۰ نفر، که ۱۵۰۰۰ قزاق‌های سوار و ۱۰۰۰۰ نفر سرباز پیاده باشند اجتناب ناپذیر بود. قزاق‌ها باید از طریق در الان به قفقاز عازم گردند، اما پیاده‌نظام از آستراخان و از طریق دریای خزر فرستاده شود و نیروهای جنگی ارمنی و گرجی از نیروهای عازم به قفقاز استقبال خواهند کرد.
در اوایل سده هجدهم، مسئله تدارکاتی لشکرکشی به ایران در دربار روسیه مطرح می‌شود؛ در این رابطه فرستادن هیئت نمایندگانی به رهبری ایسرائیل اُری به ایران و سفارش او برای بررسی و مطالعه اوضاع آنجا، تشخیص وضعیت مردم، جمع‌آوری اطلاعاتی در مورد دژه‌ها و جاده‌های کشور و غیره ضرورت می‌یابد. برای رفع هرگونه شبهه‌ای تصمیم گرفته می‌شود تا ایسرائیل اُری را به عنوان نماینده کامل پاپ نزد شاه حسین بفرستند تا وضعیت مسیحیان ایران را بهبود بخشد. پس از آمادگی و تدارکات لازم، ایسرائیل اُری در سال ۱۷۰۷ میلادی با درجه سرهنگی ارتش روسیه با گروه تشریفاتی بزرگ به ایران رهسپار می‌شود. ایسرائیل اُری در سال ۱۷۰۹ میلادی وارد اصفهان می‌شود و سپس دوباره به شماخی می‌رود. در اینجا او باردیگر فعالیت سیاسی خود را گسترش می‌دهد. در سال ۱۷۱۱ میلادی به آستراخان می‌رود و در آن شهر بیمار شد و درگذشت. بعد از مرگ ایسرائیل اُری یکی از یاران او وارتاپت میناس که در آن زمان اسقف ارمنی‌های ساکن روسیه بود اهداف او را دنبال کرد. با این که اسقف میناس فردی روحانی بود ولی فعالیت‌های او بیشتر رنگ سیاسی به خود گرفت.

## جنگ‌های آزادی بخش
|                                                            |  |  |
| (چپ) بنای یادبود داویت بک. (راست) آرامگاه مخیتار اسپاراپت. |  |  |

در سال ۱۷۲۲ میلادی شاه سلطان حسین از سلطنت خلع شد، پایتخت در تصرف افغان‌ها بود و عثمانی‌ها شهرهای مرزی ایران را به تصرف خود درآورده و سلسله صفویه در حال سقوط بود و در همان سال روس‌ها به سواحل غربی دریای خزر و شهرهای شمالی ایران لشکر کشید و به تصرف خود درآورد. روس‌ها نیز دیگر توجه خود را به شهرهای ساحلی دریای خزر معطوف داشته و ناحیه قره باغ را به فراموشی سپرده بودند. ملیک‌های قره باغ به
واختانگ ششم شاه گرجستان مراجعه کرده درخواست کردند فرماندهی سپاهیان آنان را نیز به عهده گیرد. شاه گرجستان نیز درخواست آن‌ها را پذیرفته و یکی از سرداران ارمنی خود را به نام داویت بک روانه آن سرزمین کرد. داویت بک در سال ۱۷۲۲ میلادی وارد قره باغ شد و موفق به جمع‌آوری ۶۰۰۰۰ سرباز گردید. برای فرماندهی نیروها از ملیک آوان خان یوزباشی و
آوان کاراپت کمک گرفت و خود با بخش عمده نیروها به طرف ناحیه کاپان عزیمت کرد و اردوی فرماندهی را برپا کرد.
در سال ۱۷۲۲ میلادی نیروهای شهر سیونی به فرماندهی داویت بک در کاپان علیه خان‌های ایران پیروز شدند و در اوایل سال ۱۷۲۳ میلادی یک حکومت خودمختاری به وجود آوردند. در اولین مرحله جنگ‌های آزادی بخش سال‌های ۱۷۲۲ تا ۱۷۲۴ میلادی مبارزه متوجه خان‌های گماشته شده از طرف ایران بود یکی از این خان ها؛ ارمنی، مسلمان شده به نام «ملیک باغر» بود که دستگیر و کشته شد. نیروهای عثمانی در بهار ۱۷۲۵ میلادی به سمت سیونیک حرکت کردند ولی موفق نبودند و در ماه ژوئن همان سال شکست سنگینی از نیروهای ارمنی خوردند. نیروهای عثمانی دوباره در اوایل سال ۱۷۲۶ میلادی به کاپان حمله کردند و پس از شکستن مقاومت ارمنی‌ها قسمت بزرگی از منطقه را تصرف کردند. داویت بک با نیروهای خود در دژ هالیدزور مستقر می‌شود. نیروهای داویت بک بعد از هفت روز در محاصره، در روز هفتم با خروج از قلعه دشمن خود را مورد حمله ناگهانی قرار می‌دهند و آن‌ها با دست پاچگی کشته‌های زیادی به جای گذاشته به فرار متوسل می‌شوند.

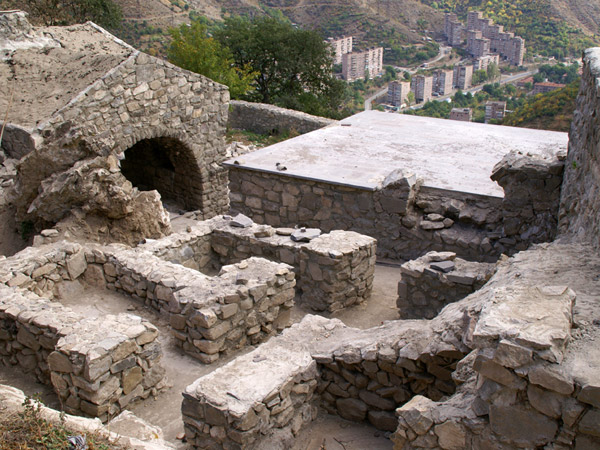
دژ هالیدزور

میکایل چامچیان در کتاب خود به نام «تاریخ ارمنی از آغاز جهان تا سال ۱۷۸۴» دربارهٔ نبرد هالیدزور می‌نویسد:
نیروهای عثمانی به قلعه نزدیک شده آن را زیر آتش توپ و گلوله قرار داد. قلعه نیز خاموش نماند بلکه جنگ دفاعی سختی انجام داد و هر روز چند نفر از نیروهای دشمن می‌کاست. در روز هفتم نیروهای عثمانی به قلعه حمله کردند و یک نوع ماشین‌هایی را مورد استفاده قرار می‌دادند که شکل نردبان داشته و در کنار دیوار قلعه قرار می‌دادند نا از حصارها بالا بروند. عملیات صبح زود شروع شد. بعد از هفت روز محاصره، مخیتار اسپاراپت، داویت بک و دِر-آودیس به همراه نیروی‌های خود که ۳۰۰ نفر بودند از قلعه خارج شدند. حمله خود را بر روی قدرت ضربه و ناگهانی بودن آن قرار داده بودند؛ حمله سهمگین علیه ضعیف‌ترین جناح دشمن قرار دادند که تاب مقاومت نیاوردند و فرار آنان آغاز شد که در حین فرار بسیاری از آنان کشته شدند.»
پس از پیروزی در نبرد هالیدزور که ۱۳۰۰۰ نفر از نیروهای دشمن کشته شدند؛ دومین ضربه سنگین را در تابستان و در شهر مغری بر نیروهای عثمانی متحمل کرد. نیروهای عثمانی شکست سنگینی خوردند و این پیروزی‌های بزرگ شخصیت داویت بک را بالاتر برده و شاه طهماسب دوم حکومت وی را به رسمیت شناخت و طی فرمانی او را «شاهزاده شاهزادگان» لقب داد و تصمیم به اتحاد با مبارزین سیونی علیه دولت عثمانی گرفت. در سال ۱۷۲۸ میلادی داویت بک بدرود حیات می‌گوید و مخیتار اسپاراپت رهبری نیروهای ارمنی را برعهده می‌گیرد ولی در بین سپاهیان ارمنی نفاق می‌افتد و به دو دستگی نیروها می‌انجامد و مخیتار اسپاراپت به نحو خائنانه‌ای در سال ۱۷۳۰ میلادی کشته می‌شود و در همین سال نیز نبرد آزادی بخش سیونیک دچار شکست می‌گردد.

## نبرد آزادی بخش آرتساخ
در سال‌های ۱۷۱۸ و ۱۷۲۰ میلادی ملیک‌های قره باغ به منظور مقاومت علیه حملات دشمنان اردوها و نیروهای نظامی مستحکمی تشکیل داده بودند که نام سغناخ را بر خود گرفتند. در راس دسته‌های مسلح یسایی حسن جلالیان و ملیک آوان خان یوزباشی قرار داشتند. با ایجاد رابطه نزدیک با واختانگ ششم رهبر مبارزات آزادی بخش گرجستان، اهالی آرتساخ در سال ۱۷۲۲ میلادی علیه خان‌های ایران قیام و کشور را مستقل اعلام نمودند. قیام کنندگان در سال‌های ۱۷۲۲ تا ۱۷۲۴ میلادی در یک رشته جنگ‌ها پیروزی‌هایی را بدست آوردند. نیروهای آرتساخ از تاریخ ۱۷۲۵ میلادی به بعد نیز علیه نیروهای عثمانی که به قفقاز جنوبی رخنه نموده بودند نبردهای سختی کردند. در اوایل این سال‌ها نیروهای عثمانی روستاهای متعددی را تصرف کردند؛ ولی روستائیان کم و بیش نیروهای عثمانی را نابود ساختند و سلاح‌ها و جنگ‌افزارهای بسیاری را بدست آوردند. نیروهای عثمانی در نوامبر ۱۷۲۶ میلادی با ۴۰۰۰۰ سرباز به آرتساخ حمله کردند، نیروهای آرتساخ در جنگ هشت روزه ضربه سنگینی بر دشمن وارد ساختند که آن‌ها مجبور به عقب‌نشینی شدند. نیوهای عثمانی شکست سنگینی در ژوئیه ۱۷۲۷ میلادی متحمل گردید. ژنرال واسیلی دلگوروکف که وقایع را دنبال می‌کرد؛ در یکی از گزارش‌های ارسالی به دربار روسیه می‌نویسد:
ارمنی‌ها را فقط خدا حفظ می‌کند زیرا در غیر این صورت هیچ قابل درک نیست که آن‌ها چگونه در مقابل چنین دشمن نیرومندی پایداری می‌نمایند.»
وضعیت به مرور زمان وخیم می‌شد نیروهای جدید عثمانی به آرتساخ حمله می‌کنند؛ مسئله دریافت کمک از خارج برای مقابله با نیروهای عثمانی نمایانتر می‌گردد؛ ولی کمکی نمی‌رسد حتی از روسیه؛ پس از مرگ پتر یکم دربار تزار از جنگ با عثمانی و به علت دوری جستن از درگیری‌های بین‌المللی از سیاست فعال در قفقاز جنوبی چشم پوشی نمود. در شرایط نامیدی و نفاق‌های داخلی گروهای نظامی ارمنی منحل می‌شوند. آرتساخ نیز تحت سلطه عثمانی در می‌آید گرچه این تسلط بزودی به صورت تشریفاتی درآمد. دسته‌های مجزا با پناه به کوه‌ها و مناطق مستحکم و امن به جنگ پارتیزانی پرداختند.

## دفاع از ایروان
در بهار ۱۷۲۴ میلادی وقتی که یک ارتش بزرگ عثمانی به فرماندهی «عبدالله پاشا» وارد دشت آرارات شد ساکنین برای دفاع از خود به سلاح متوسل شدند. ساکنین روستاهای اطراف شهر ایروان در برابر نیروهای عثمانی مقاومت کردند. این مقاومت درخشان و قهرمانانه در اوایل آوریل شروع شد و ۶۰ روز طول کشید. ارتش عثمانی مدام بر ایروان حمله می‌کرد. عبدالله پاشا فقط وقتی نیروهای کمکی دریافت نمود توانست در ۷ ژوئیه وارد شهر شده و ۱۰۰۰۰ نفر را به قتل برساند. نیروهای عثمانی در این جنگ ۲۰۰۰۰ سرباز داشتند. پادگان ایران در ایروان نیز با ارمنیان علیه نیروهای عثمانی می‌جنگید.

## نبرد آزادی بخش در دوران نادرشاه
موفقیت‌های نادرشاه در ایران روحیه ملیک‌های قره باغ را تقویت کرد. فرمانده نیروهای عثمانی «ساری مصطفی پاشا» با عمده نیروهای خود در شهر گنجه مستقر بود؛ او واحدهای خود را در سرزمین ملیک‌ها پخش کرده بود. ملیک آوان خان یوزباشی که مقام ارشدی ملیک‌های دیگر را داشت و با فرمانده عثمانی در ظاهر روابط خوبی برقرار کرده بود با ملیک‌های دیگر نقشه‌ای برای نابودی نیروهای دشمن تدارک دید. برای آغاز شورش این عبارت به عنوان حرف رمز در نظر گرفته شده بود «پدر قدیمی را حفظ و جدید را نابود کن» یعنی ایرانیان در امان اند ولی عثمانی‌ها را از بین ببر. آغاز شورش در شب اول روزه ارمنیان در نظر گرفته شده بود. کلیه نیروهای عثمانی مستقر در قره باغ و گنجه نابود شدند و فرمانده نیروهای عثمانی به ایروان فرار کرد. نادر شاه تهاجمات خود را علیه نیروهای عثمانی آغاز کرد و توانست مناطق اشغال شده (آذربایجان، نخجوان، ایروان، گرجستان، گنجه) را آزاد کند. موفقیت‌های او دولت روسیه تزاری را نیز به وحشت انداخت به‌طوری‌که آنا ایوناوا کلیه سرزمین‌های اشغالی را بدون درگیری تخلیه و از خاک ایران عقب نشست. نادر شاه در دشت مغان تاجگذاری کرد و جاثلیق اچمیادزین شمشیر او را تقدیس کرد و با دست خود به کمر نادرشاه بست. نادر شاه به کلیه سران شرکت‌کننده، عناوین و هدایا اعطا کرد او به ملیک‌ها به خاطر خدمت آن‌ها در بیرون راندن نیروهای عثمانی پاداش داد و به موجب فرامین جداگانه‌ای هر یک از ملیک‌ها را در سرزمین اجدادی خود با اختیارات کامل ابقاء کرد. به این ترتیب ملیک‌ها تنها در مقابل نادرشاه جوابگو بودند و در اداره امور سرزمین خود با اختیار کامل و با دلگرمی بیشتر به حکومت می‌پرداختند. تنی چند از از ملیک‌ها به دریافت درجه ویژه‌ای نایل گشتند.